# Mike Baird
Michael Bruce Baird dit Mike Baird, né le 1er avril 1968 à Melbourne, est un homme politique australien, Premier ministre de la Nouvelle-Galles du Sud du 23 avril 2014 au 23 janvier 2017.